# Wahlen in Simbabwe 2018
Am 30. Juli 2018 fanden Wahlen in Simbabwe statt. Es wurden der Präsident und beide Kammern des Parlaments gewählt. Es waren die ersten Wahlen nach dem Sturz des langjährigen Machthabers Robert Mugabe.
Die Wahlen mussten laut Verfassung vor Ablauf der Legislaturperiode des Parlaments, d. h. vor dem 21. August 2018 stattfinden. Eine Verschiebung der Wahlen erschien nach dem Militärputsch 2017 wahrscheinlich. Die regierende ZANU-PF sprach zunächst von September 2018, legte sich dann aber auf den 30. Juli 2018 als Wahltermin fest.
Präsident Emmerson Mnangagwa lud im Januar 2018 Wahlbeobachter der EU, UNO und des Commonwealth zur Wahl ein.
Nach Auszählung der Stimmen für die Nationalversammlung wurde am 1. August 2018 die ZANU-PF zum Wahlsieger erklärt. Die Bekanntgabe der Ergebnisse der Präsidentschaftswahl verzögerte sich, was Oppositionelle als ein Zeichnen für einen versuchten Wahlbetrug deuteten. In der Hauptstadt Harare kam es daraufhin zu Protesten, die gewaltsam von der Polizei niedergeschlagen wurden.
Laut Wahlkommission gewann Mnangagwa die Präsidentenwahl im ersten Wahlgang, das Ergebnis wurde aber von dem zweitplatzierten Kandidaten Nelson Chamisa gerichtlich angefochten. Am 24. August 2018 wurde der Einspruch zurückgewiesen, Mnangagwa zwei Tage später vereidigt.

## Wahlsystem
Grundlage des Wahlsystems ist das Wahlgesetz vom 15. Dezember 2004, das zuletzt im Jahr 2013 ergänzt wurde. Die Nationalversammlung, das Unterhaus Simbabwes, besteht aus 210 Abgeordneten, die direkt in ebenso vielen Wahlkreisen nach einfachem Mehrheitswahlrecht gewählt werden. Zusätzlich zu den direkt gewählten Kandidaten werden in jeder der acht Provinzen bzw. zwei Metropolregionen mit Provinzstatus 6 Frauen ins Parlament entsandt. Diese 60 für Frauen reservierten Sitze werden entsprechend den proportionalen Stimmenanteilen der Parteien in den Provinzen bzw. Metropolregionen vergeben. Im Senat, der zweiten Parlamentskammer, werden 60 der 80 Abgeordneten ebenfalls nach dem Verhältniswahlrecht direkt gewählt; dabei werden die für die Nationalversammlung abgegebenen Stimmen zugrunde gelegt. 18 chiefs und zwei Behindertenvertreter werden von speziellen Gremien gewählt.
Wahlberechtigt ist jeder mindestens 18 Jahre alte Bürger Simbabwes, der sich in seinem Wahlkreis in das Wählerregister hat eintragen lassen.

## Präsidentschaftswahl

### Kandidaten

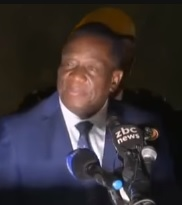
Emmerson Mnangagwa

Nach dem Putsch im November 2017 nominierte die regierende ZANU-PF Staatspräsident Emmerson Mnangagwa als ihren Präsidentschaftskandidaten. Der etwa 75-jährige Mnangagwa, ein Veteran des rhodesischen Befreiungskampfes in den 1970ern, gilt als gewiefter Machtpolitiker und langjähriger politischer Weggefährte des aus dem Amt gedrängten Präsidenten Mugabe. Seine politische Schläue brachte ihm den Spitznamen „das Krokodil“ ein. Als früherer Geheimdienstchef soll er für gewalttätige Ausschreitungen gegen Oppositionsanhänger bei den Wahlen 2008 verantwortlich gewesen sein.
Die größte Oppositionspartei MDC nominierte nach dem Tod ihres bisherigen Parteiführers Morgan Tsvangirai am 14. Februar 2018 Nelson Chamisa als ihren Kandidaten. Der 40-jährige Chamisa, der schon in verhältnismäßig jungen Jahren Abgeordneter und Minister wurde, musste sich in seine Führungsrolle erst einfinden. Seine Anhängerschaft fand er insbesondere unter jüngeren Wählern. Die Art und Weise seiner Führungsübernahme im MDC nach dem Tod Tsvangirais blieb nicht unumstritten, so dass sich eine Splitterfraktion des MDC abspaltete und mit Thokozani Khupe einen eigenen Präsidentschaftskandidaten aufstellte. Chamisa gelang es nicht, eine gemeinsame Front der Oppositionsparteien gegen die ZANU-PF auf die Beine zu stellen.
Der Zusammenschluss von neun Parteien unter dem Namen Coalition of Democrats (CODE) nominierte im Oktober 2017 Elton Mangoma von der Partei Renewal Democrats of Zimbabwe als Präsidentschaftskandidaten.
Insgesamt bewarben sich 23 Politiker um das Amt.
Ex-Präsident Robert Mugabe erklärte in einer Rede am Vortag der Wahl, dass er nicht für Mnangagwa stimmen werde, nachdem er durch „die Partei, die er gegründet habe“, aus dem Amt gedrängt worden sei. Man könne nicht „für seine Peiniger stimmen“. Nelson Chamisa sei der einzige Oppositionskandidat mit realistischen Erfolgschancen.

## Meinungsumfragen
| Quelle        | Erhebung               | Befragte | Emmerson Mnangagwa (ZANU-PF) | Nelson Chamisa (MDC-T) | Sonstige | Noch unentschieden |
| ------------- | ---------------------- | -------- | ---------------------------- | ---------------------- | -------- | ------------------ |
| Afrobarometer | 25. Juni–6. Juli 2018  | 2.400    | 40 %                         | 37 %                   | 3 %      | 20 %               |
| Afrobarometer | 28. April–13. Mai 2018 | 2.399    | 42 %                         | 31 %                   |          | 26 %               |

### Allgemeine Stimmung im Vorfeld der Wahlen
Nach einer zwischen dem 28. April und 13. Mai 2018 unter 2400 Personen durchgeführten Meinungsumfrage des parteiunabhängigen Afrobarometers stimmten etwa 40 % der Befragten der Aussage zu, dass die Intervention des Militärs im Vorjahr mit der folgenden Absetzung Präsident Mugabes richtig gewesen sei. Weitere 40 % stimmten der Aussage zu, dass diese Aktion zwar falsch, aber politisch notwendig gewesen sei. 70 % lehnten eine Militärherrschaft ab und meinten, dass sich das Militär aus der Politik heraushalten solle.
85 % der Befragten erklärten, dass sie sich für die kommenden Wahlen registriert hätten, was eine hohe Wahlbeteiligung erwarten ließ. Die Zustimmung zur biometrischen Wählererfassung war dabei hoch (90 %). Das Misstrauen hinsichtlich der Validität des Wahlprozesses war jedoch ebenfalls vergleichsweise hoch. 44 % der Wähler rechneten damit, dass ein inkorrektes Wahlergebnis bekanntgegeben würde, je etwa 30 % äußerten die Vermutung, dass einflussreiche Personen Wahlbetrug begehen könnten und dass das Wahlgeheimnis nicht vollständig gewahrt bliebe. 30 % hielten es für eher wahrscheinlich, dass die eigene Stimmabgabe nicht gezählt würde. Etwa 80 % begrüßten die Anwesenheit von ausländischen Wahlbeobachtern. In Bezug auf die Wahlintentionen erklärten 42 %, die ZANU-PF wählen zu wollen, 30 % waren für MDC-T Chamisa, sowie 1 % für die MDC Alliance. 27 % waren unentschlossen oder beantworteten diese Frage nicht. Die ZANU-PF hatte ihre Anhänger vor allem unter ländlichen Wählern. In den Städten dominierte die Opposition.

## Ergebnisse
Die ersten Ergebnisse der Wahl bezogen sich auf die Wahlbeteiligung. In der Hauptstadt Harare betrug sie ca. 70 Prozent, während in den übrigen Landesteilen die Wahlbeteiligung etwas höher bei ca. 75 Prozent lag. Chamisa erklärte sich am 31. Juli 2018 zum Sieger der Präsidentschaftswahl, obwohl noch keine Ergebnisse veröffentlicht worden waren.

### Ergebnis der Präsidentschaftswahl
Am 3. August 2018 gab die Simbabwische Wahlkommission bekannt, dass der amtierende Präsident Mnangagwa die Wahl mit knapp über 50 Prozent der Stimmen gewonnen hätte. Am 17. August 2018 wurde ein leicht angepasstes offizielles Wahlergebnis veröffentlicht. Demnach verlor Mnangagwa knapp 4500 Stimmen, Chamisa gewann knapp 4500 weitere hinzu. Damit erhielt Mnangagwa 50,67 % der Stimmen, Chamisa 44,39 %.
| Kandidat          | Kandidat             | Partei                                                    | Stimmen   | Prozent  |
| ----------------- | -------------------- | --------------------------------------------------------- | --------- | -------- |
|                   | Emmerson Mnangagwa   | ZANU-PF                                                   | 2.456.010 | 50,67 %  |
|                   | Nelson Chamisa       | MDC Alliance                                              | 2.151.927 | 44,39 %  |
|                   | Thokozani Khupe      | Movement for Democratic Change – Tsvangirai               | 45.626    | 0,94 %   |
|                   | Joseph Makamba Busha | FreeZim Congress                                          | 17.540    | 0,36 %   |
|                   | Nkosana Moyo         | Alliance for People’s Agenda                              | 15.172    | 0,31 %   |
|                   | Evaristo Chikanga    | Rebuilding Zimbabwe Party                                 | 13.132    | 0,27 %   |
|                   | Joice Mujuru         | People’s Rainbow Coalition                                | 12.823    | 0,26 %   |
|                   | Kwanele Hlabangana   | Republican Party                                          | 9.460     | 0,20 %   |
|                   | Blessing Kasiyamhuru | Zimbabwe Partnership for Prosperity                       | 7.016     | 0,14 %   |
|                   | Willard Mugadza      | Bethel Christian Party                                    | 5.898     | 0,12 %   |
|                   | Peter Wilson         | Democratic Opposition Party                               | 4.895     | 0,10 %   |
|                   | Peter Munyanduri     | New Patriotic Front                                       | 4.498     | 0,09 %   |
|                   | Divine Mhambi-Hove   | National Alliance of Patriotic and Democratic Republicans | 4.405     | 0,09 %   |
|                   | Ambrose Mutinhiri    | National Patriotic Front                                  | 4.107     | 0,08 %   |
|                   | Daniel Shumba        | United Democratic Alliance                                | 3.905     | 0,08 %   |
|                   | Peter Gava           | United Democratic Front                                   | 2.858     | 0,06 %   |
|                   | Brian Mteki          | - Unabhängiger -                                          | 2.732     | 0,06 %   |
|                   | Lovemore Madhuku     | National Constitutional Assembly                          | 2.692     | 0,06 %   |
|                   | Noah Ngoni Manyika   | Build Zimbabwe Alliance                                   | 2.681     | 0,06 %   |
|                   | Elton Mangoma        | Coalition of Democrats                                    | 2.431     | 0,05 %   |
|                   | Melbah Dzepasi       | #1980 Freedom Movement Zimbabwe                           | 1.890     | 0,04 %   |
|                   | Violet Mariyacha     | United Democracy Movement                                 | 1.673     | 0,03 %   |
|                   | Peter Gaya Mapfumo   | United Democratic Front                                   | 1.546     | 0,03 %   |
| Gültige Stimmen   | Gültige Stimmen      | Gültige Stimmen                                           | 4.774.917 | 98,51 %  |
| Ungültige Stimmen | Ungültige Stimmen    | Ungültige Stimmen                                         | 72.316    | 1,49 %   |
| Stimmen insgesamt | Stimmen insgesamt    | Stimmen insgesamt                                         | 4.847.233 | 100,00 % |

Mehrheiten bei der Präsidentschaftswahl nach Provinzen:

Chamisa legte nach Bekanntgabe der Wahlergebnisse Beschwerde beim Verfassungsgericht wegen eines angeblich falschen Wahlergebnisses ein. Damit verzögerte sich die offizielle Bekanntgabe des gewählten Präsidenten um weitere 14 Tage. Chamisas Einspruch wurde am 24. August abgewiesen. Laut einstimmigem Richterbeschluss hatte es Chamisa nicht vermocht, Beweise für eine fehlerhafte Stimmenauszählung vorzulegen; auch konnte wegen eines Formfehlers kein anderer Beschluss erfolgen. Am 26. August 2018 wurde Mnangagwa in einer öffentlichen Zeremonie vereidigt.

### Nationalversammlung

Gewonnene Wahlkreise:

Zusammensetzung des neu gewählten Abgeordnetenhauses:

Am 1. August 2018 wurden erste Ergebnisse der Wahl zur Nationalversammlung verkündet. Demnach gewann die ZANU-PF mit 145 Sitzen eine Zwei-Drittel-Mehrheit und die MDC Alliance erhielt 63 Sitze. Daraufhin kam es zu Unruhen von Oppositionellen, die der Wahlkommission Wahlbetrug vorwarfen. Polizei und Armee gingen gewaltsam gegen die Proteste vor, die Armee erschoss sechs Demonstranten. ZANU-PF hatte ihre Hochburgen auf dem Land, die MDC Alliance in den beiden großen Städten, wo sie 39 der 41 Sitze gewann.
60 Frauen erhielten über die Parteienlisten entsprechend dem Sitzanteil der Parteien ein Abgeordnetenmandat.
| Partei                              | Partei                     | Stimmen   | Stimmenanteil in % | Parlamentssitze | Parlamentssitze | Parlamentssitze | Parlamentssitze     |
| Partei                              | Partei                     | Stimmen   | Stimmenanteil in % | Wahl- kreise    | Frauen          | Gesamt          | Veränderung zu 2013 |
| ----------------------------------- | -------------------------- | --------- | ------------------ | --------------- | --------------- | --------------- | ------------------- |
|                                     | ZANU-PF                    | 2.449.174 | 52,01 %            | 145             | 35              | 180             | ▼17                 |
|                                     | MDC Alliance               | 1.644.841 | 34,93 %            | 63              | 24              | 87              | ▲16                 |
|                                     | MDC–Tsvangirai (Khupe)     | 143.704   | 3,05 %             | 0               | 1               | 1               | (neu)               |
|                                     | People’s Rainbow Coalition | 62.303    | 1,32 %             | 0               | –               | 0               | –                   |
|                                     | National Patriotic Front   | 49.533    | 1,05 %             | 1               | –               | 1               | ▲1                  |
|                                     | Sonstige Parteien          | 118.122   | 2,51 %             | 0               | –               | 0               | ▼1                  |
|                                     | Unabhängige                | 241.572   | 5,13 %             | 1               | –               | 1               | ▼1                  |
| Ungültige Stimmen                   | Ungültige Stimmen          |           | –                  | –               | –               | –               | –                   |
| Gesamt                              | Gesamt                     | 4.709.249 |                    | 210             | 60              | 270             | 0                   |
| Registrierte Wähler/Wahlbeteiligung |                            |           |                    |                 |                 |                 |                     |
| Quelle: Wahlkommission Simbabwes    |                            |           |                    |                 |                 |                 |                     |

1. ↑  Die durch die simbabwische Wahlkommission veröffentlichten Ergebnisse sind nicht 100 % stimmig. Bei dieser Ergebnistabelle wurden die aufaddierten Resultate aus den Wahlkreisen zugrundegelegt.

| Provinz             | ZANU-PF | MDC Alliance | NPF | Unabhängige |
| ------------------- | ------- | ------------ | --- | ----------- |
| Bulawayo            | 1       | 11           | 0   | 0           |
| Harare              | 1       | 28           | 0   | 0           |
| Manicaland          | 19      | 7            | 0   | 0           |
| Mashonaland Central | 18      | 0            | 0   | 0           |
| Mashonaland East    | 21      | 2            | 0   | 0           |
| Mashonaland West    | 18      | 3            | 0   | 1           |
| Masvingo            | 25      | 1            | 0   | 0           |
| Matabeleland North  | 8       | 5            | 0   | 0           |
| Matabeleland South  | 12      | 1            | 0   | 0           |
| Midlands            | 22      | 5            | 1   | 0           |

### Senat
Von den 60 durch allgemeine Wahl vergebenen Mandaten fielen 34 an die ZANU-PF, 25 an die MDC Alliance und eines an die MDC-T.

## Rezeption
EU-Wahlbeobachter stuften die Wahlen wegen der Bevorzugung der ZANU-PF in den Massenmedien als „frei, aber nicht fair“ ein.